# 王京 (成化進士)
王京（1431年—1490年），字宗周，交阯下洪州人，江西贛州府信豐縣官籍，治《書經》。

## 生平
七月十三日生，行一。由國子生中式順天府鄉試第八十四名舉人，會試中式第二百四名。歷官刑部主事、員外郎、郎中、瓊州府知府年三十九歲中式成化五年己丑科第三甲第七十八名進士。

## 家族
曾祖王樂山，元太史；祖王道原；父王學古，知縣；母范氏。嚴侍下，妻鄭氏，弟王珙、王宗、王素、王棐、王柰。